# Alqama b. Abade al-Fahl
Alqama b. Abade al-Fahl (arabisch علقمة بن عبدة, allgemein bekannt als Alqama al-Fahl (arabisch علقمة الفحل)) war ein arabischer Dichter aus dem 6. Jahrhundert, der zum Stamm der Tamim gehörte. Er war einer der bedeutendsten Dichter der vorislamischen Zeit.
Informationen über sein Leben sind begrenzt. Die Geschichte über seinen Poesiestreit mit einem der berühmtesten Dichter seiner Zeit, Imru' al-Qais, ist eine in der arabischen Literatur bekannte Anekdote.